# Raja straeleni
Raja straeleni е вид акула от семейство Морски лисици (Rajidae).

## Разпространение и местообитание
Видът е разпространен в Ангола, Бенин, Габон, Гамбия, Гана, Гвинея, Гвинея-Бисау, Демократична република Конго, Екваториална Гвинея, Камерун, Кот д'Ивоар, Либерия, Мавритания, Мавриций, Мадагаскар, Намибия, Нигерия, Сенегал, Сиера Леоне, Того и Южна Африка.
Обитава крайбрежията на океани, морета и заливи. Среща се на дълбочина от 23 до 765 m, при температура на водата от 5,9 до 20,5 °C и соленост 34,4 – 36,3 ‰.

## Описание
На дължина достигат до 67 cm, а теглото им е максимум 1385 g.